# Jiao Liuyang
Jiao Liuyang (chiń. upr. 焦刘洋; chiń. trad. 焦劉洋; pinyin Jiāo Liúyáng; ur. 6 sierpnia 1991 w Harbinie) – chińska pływaczka, mistrzyni olimpijska z 2012 i wicemistrzyni z 2008, mistrzyni świata.
W trakcie igrzysk olimpijskich w Pekinie zdobyła srebrny medal w konkurencji 200 m stylem motylkowym, w finale tych zawodów uzyskała czas 2:04,72 – drugi wówczas wynik na świecie, a razem z Liu Zige poprawiła najlepszy czas na tym dystansie o ponad sekundę. Cztery lata później na igrzyskach w Londynie zdobyła złoty medal w konkurencji 200 m stylem motylkowym.
Poza udanymi występami olimpijskimi zawodniczka zdobyła cztery medale pływackich mistrzostw świata: na mistrzostwach świata w Rzymie była członkinią sztafety 4 x 100 m stylem zmiennym, która zdobyła złoto i czasem 3:52,19 ustanowiła nowy rekord świata, a także sięgnęła po brązowy medal w wyścigu na 100 m stylem motylkowym, natomiast na ogólnoświatowym czempionacie w Szanghaju została mistrzynią w konkurencji 200 m stylem motylkowym, jak również wicemistrzynią w konkurencji sztafety 4 x 100 m stylem zmiennym. Cztery razy w karierze została mistrzynią igrzysk azjatyckich (2010, 2014).